# Galassia nana ellittica

La galassia ellittica nana M32

Una galassia nana ellittica, o anche galassia ellittica nana, è una galassia ellittica molto piccola, classificata come dE.
Questo tipo di galassia è piuttosto comune, e si trova in genere in associazione con altre galassie più grandi. Per esempio, la Galassia di Andromeda ha due compagne ellittiche nane ben visibili in ogni foto della galassia.
Esempi di galassie ellittiche nane:
- NGC 147 - tipo dE5 pec, nella costellazione Cassiopea
- GR 8 (DDO 155) - tipo Im V
- SagDEG - tipo IB(s)m V, nel Sagittario
- NGC 6822 - tipo IB(s)m IV-V, nel Sagittario
- Galassia Nana dell'Aquario (DDO 210) - tipo Im V, nella costellazione Aquario
- IC 5152 - tipo IAB(s)m IV, nella costellazione Indiano
- DDO 216 - tipo Irr, nella costellazione Pegaso

Un tipo di galassie nane particolarmente piccole e deboli, dove la forma ellittica può essere appena intravista, sono dette galassie nane sferoidali.